# Комороус, Рудольф
Рудольф Комороус (чеш. Rudolf Komorous; род. 8 декабря 1931, Прага) — чешско-канадский фаготист и композитор.
Сын кларнетиста, игравшего в оркестре Пражской оперы. Окончил Пражскую консерваторию, затем Академию музыкальных искусств по классу фагота Карела Пивоньки, изучал также композицию под руководством Павла Борковца. В 1957 г. выиграл как фаготист Международный конкурс исполнителей в Женеве. В 1959 г. учился в Варшаве электронной музыке. Играл на фаготе в оркестре Пражской оперы, был одним из основателей (1961) ансамбля современной музыки Musica Viva Pragensis. В 1959—1961 гг. преподавал в Пекине.
В 1969 г. эмигрировал из Чехословакии в Канаду. С 1971 г. профессор музыкальной композиции в Университете Виктории. В 1989—1994 гг. возглавлял Школу современных искусств в Университете Саймона Фрэзера.
Основные произведения Комороуса — опера «Но но мия» (англ. No no miya; 1988) с использованием элементов японского театра но, ряд вокальных и хоровых сочинений, в том числе на тексты древнекитайской поэзии.